# 2020スタジアム
『2020スタジアム』（にいぜろにいぜろスタジアム）は、NHK総合テレビで放送されていたスポーツ番組。

## 概要
NHKにおける2020年東京オリンピック・2020年東京パラリンピック特集番組。アイドルグループの嵐が番組パーソナリティを務めた。
初回・第2回は2019年7月・8月に、2020年東京オリンピック・2020年東京パラリンピック開催一年前を迎えるにあたり、特番として放送された。
2020年には『グッと!スポーツ』（相葉雅紀司会）の後番組としてリニューアルし、月一回のレギュラー放送が行われていた。
2020年3月24日に、当時の日本国内閣総理大臣・安倍晋三により、新型コロナウイルス感染症の影響に関連して、2020年東京オリンピックの1年程度の延期が発表されたことを受け、あくる日である同年3月25日に放送された緊急生放送をもって放送未定となり、番組パーソナリティの嵐も2020年を以って活動休止となった事から以降放送の目途は立たず、事実上の打ち切りとなった。
2021年4月から、相葉が『サンデースポーツ』で不定期の特別レポーターとして出演し、事実上の後継企画「AI BUZZ」をスタートさせている。
2021年6月23日、NHKは相葉と櫻井翔を東京オリンピック・パラリンピックのスペシャルナビゲーターとして担当することを発表した。